# Selbstpflege
Die Theorie der Selbstpflege wurde von Dorothea Orem entwickelt und erprobt. Im Jahre 1971 veröffentlichte sie das Buch „nursing concepts of practice“ und stellte darin diese Theorie der Öffentlichkeit vor.
Unter Selbstpflege versteht Orem alle gezielten und bewussten Handlungen, die ausgeübt werden, um Gesundheit sowie Wohlbefinden zu erlangen, zu erhalten oder wiederherzustellen. Entweder können diese Tätigkeiten von einem selbst oder aber von Dritten ausgeführt werden. Alternative Bezeichnungen sind Selbstpflegedefizitmodell oder kurz Selbstpflegedefizit.

## Dependenzpflege
Dependenzpflege ist für Orem die Pflege durch nicht professionelle Kräfte, also Familie, Verwandte, Freunde oder Bekannte. Sie übernehmen Handlung der Selbstpflege von den Pflegebedürftigen, die diese auf Grund von Alter (z. B.: Säuglinge, Kinder im Vorschulalter) oder Krankheit (z. B.: Menschen mit demenziellen Erkrankungen) nicht ausführen können.
Somit ist der Mensch für Orem ein soziales Wesen, er hilft sich (ehrenamtlich) gegenseitig.

## Selbstpflegeerfordernisse
Der Bedarf an Selbstpflege ist von den Bedürfnissen des Menschen abhängig und steht zudem im Zusammenhang mit Alter, Entwicklungsstand sowie der Gesundheit. Orem bezeichnet die Bedürfnisse als 'Selbstpflegeerfordernisse' und teilt sie in drei Gruppen ein:

### Allgemeine bzw. universelle Selbstpflegeerfordernisse
Diese Erfordernisse hat jeder Mensch gleichermaßen. Darunter fallen die Aufrechterhaltung der Sauerstoffaufnahme, Wasseraufnahme, Nahrungsaufnahme sowie der Ausscheidung.

### Entwicklungsbezogene Selbstpflegeerfordernisse
Auf Grund der unterschiedlichen Lebensphasen verändern sich einige Selbstpflegeerfordernisse. Die Phasen sind:
- Embryo
- Säugling
- Kleinkind
- Kind im Vorschulalter
- Kind im Schulalter
- während der Jugend
- Erwachsene bis ins Alter

### Gesundheitsbezogene Selbstpflegeerfordernisse
Durch gesundheitliche Einschränkungen wie Krankheit oder Behinderung entstehen zum Teil neue bzw. es verschieben sich andere Selbstpflegeerfordernisse.

## Selbstpflegekompetenz
Die Selbstpflegekompetenz beschreibt die Fähigkeit, den Bedarf an Selbstpflege richtig einzuschätzen, die Entscheidung zur Durchführung der Tätigkeiten richtig zu treffen, die ordnungsgemäße Durchführung der Tätigkeiten sowie der Überprüfung der Effizienz derselben. Durch Krankheiten kann die Selbstpflegekompetenz eingeschränkt oder auch ganz verloren sein, so dass dann fremde Hilfe erforderlich ist, die durch professionelle Gesundheits- und Krankenpfleger oder durch pflegende Angehörige erfolgen kann.

## Selbstpflegedefizit
Besteht ein Ungleichgewicht zwischen Selbstpflegebedarf (Allgemeinheit der Selbstpflegeerfordernisse) und Selbstpflegekompetenz, welches nicht durch Dependenzpflege ausgeglichen werden kann, spricht Orem von Selbstpflegedefiziten. Wird ein Selbstpflegedefizit bestimmt, ist immer professionelle Pflege erforderlich.

## Pflegesysteme
Da nur so viel Pflege gegeben werden sollte, wie es notwendig ist, ist es wichtig die Selbstpflegekompetenz genau zu analysieren und mit dem Selbstpflegebedarf zu vergleichen. Daraufhin sollte eines der von Orem definierten Pflegesysteme ausgewählt werden:

### Vollständig kompensierend (Vollübernahme)
Hier übernimmt die Pflegekraft die gesamten Selbstpflege-Handlungen, der Patient trägt in keiner Weise zur Verrichtung der Maßnahmen bei.

### Teilweise kompensierend (Teilübernahme)
Hier werden einige Selbstpflegemaßnahmen vom Patienten selbst durchgeführt, andere, bei denen der Patient Schwierigkeiten hat, führt die Pflegekraft durch.

### Unterstützend-erzieherisch (Anleiten, Hilfestellung)
Die Pflegekraft beschränkt sich hierbei nur auf die Motivation, Anleitung und Ermutigung zur Durchführung der Selbstpflege-Handlungen. Im Vordergrund steht hier das Unterrichten des Patienten.
Die Pflegesysteme sind als dynamische Systeme zu verstehen. Es ist gut möglich, dass in einer Situation ein Patient alle drei Pflegesysteme parallel in Anspruch nimmt. Beispielsweise kann er sich seine Füße nicht alleine Waschen, den Oberkörper unter Anweisung aber schon.  Somit nimmt er das teilweise kompensatorische sowie das unterstützend-erzieherische Pflegesystem in Anspruch.